# Straatverlichting

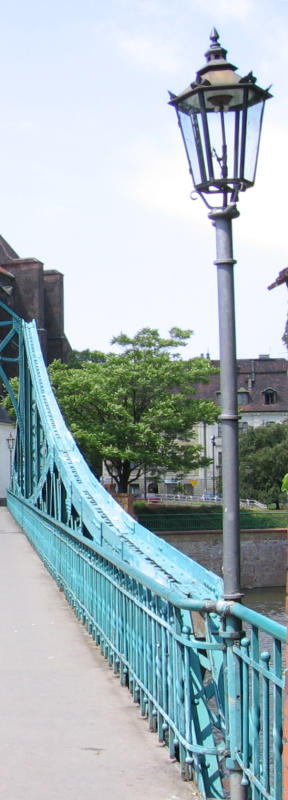
Gaslamp in Polen

Straatverlichting oftewel openbare verlichting is te vinden langs de weg en op andere plaatsen in de openbare ruimte zoals in parken. In het donker is het van belang dat weggebruikers gevaarlijke verkeerssituaties ruim op tijd kunnen inschatten. Bovendien verhoogt goede straatverlichting het gevoel van sociale veiligheid.

## Geschiedenis van de straatverlichting

### Middeleeuwen
In Londen werd in 1417 door burgemeester Sir Henry Barton bepaald dat gedurende de wintermaanden 'lanthorns' moesten worden opgehangen. In 1505 voerde de stad Amsterdam de verplichting in om na negen uur ’s avonds op straat een lantaarntje mee te dragen. In 1544 werd op de Zeedijk de eerste vaste kaarslantaarn geplaatst. Deze kan worden gezien als de voorloper van de openbare straatverlichting, maar de straatverlichting zoals wij die nu kennen dateert van later datum.

### Nieuwe Tijd
Als eerste stad begon Den Haag op 14 december 1570 met het aanbrengen van 33 straatlantaarns in de binnenstad. Dit aantal bleef decennialang gelijk. Amsterdam volgde bijna 100 jaar later in 1669 met het aanbrengen van straatverlichting, onder leiding van Jan van der Heyden. Deze had in 1663 een olielamp ontwikkeld waarvan het (gesloten) reservoir niet overliep door de warm wordende olie. Na een jaar waren daar al 1800 lantaarns geplaatst of opgehangen. Straatlantaarns waren in deze tijd gemaakt van eikenhout. In de achttiende eeuw werden straatlantaarns gemaakt van gietijzer. Al voor 1800 begon het gaslicht in Engeland aan een opgang, vooral in stedelijke en geïndustrialiseerde gebieden. Toch was lampolie nog steeds het meest gangbaar; in Nederland was toen raapolie populair.

### Stadsgas
Aan het eind van de 18e eeuw werkten Jan Pieter Minckeleers, Philippe Lebon en William Murdoch onafhankelijk van elkaar aan een lamp die op gas kon branden. De eerste gebruikers van de nieuwe lichtbron waren de fabrieken in Engeland, waar de industriële revolutie in volle gang was. Door de verlichting konden de fabrieken meer uren draaien, zodat de grote investeringen sneller terugverdiend werden. De Londense straat Pall Mall was in 1807 de eerste straat met vaste gaslampen en in 1820 waren er in Londen al 40.000 straatlantaarns. In 1816 begon Baltimore als eerste Amerikaanse stad met de aanleg en in 1820 Parijs als eerste op het Europese vasteland.
In de loop van de 19e eeuw werd patentolie (gezuiverde raapolie) naast kaarsen de belangrijkste lichtbron in de Nederlanden, maar koning Willem I was sterk geïnteresseerd in de Engelse ontwikkelingen rond gaslicht. Hij kwam in contact met de predikant en uitvinder Bernardus Koning, die de opbrengst en zuiverheid van kolengas sterk verbeterd had door stoom over de gloeiende steenkool te voeren. Koning kreeg in 1817 de opdracht om niet alleen de technische en economische aspecten van gasverlichting te bestuderen, maar ook de bezwaren tegen al wat nieuw was. Bovendien moest hij een kostenraming opstellen voor straatverlichting met gas in enkele steden.
Toch duurde het om uiteenlopende redenen tot omstreeks 1840 voor gaslantaarns in Nederland aan een opmars begonnen. Zo verspreidde het gas een onaangename geur, wat leidde tot zorgen over gezondheidseffecten. Ook was er gesteggel over distributievormen, bijvoorbeeld met vaten of met leidingen. Verder meende Willem I, tegen het advies van een regeringscommissie in, dat subsidie niet nodig was, wat initiatieven ontmoedigde. Het systeem van Bernardus Koning is voor semi-openbare verlichting alleen gebruikt om het Binnenhof te verlichten. Het gebouw werd met steenkool verwarmd en het kolengas diende voor de veertien gaslampen, die in 1819 de olielampen vervingen. Ze bleven in gebruik tot de gemeente Den Haag in 1845 straatverlichting invoerde.

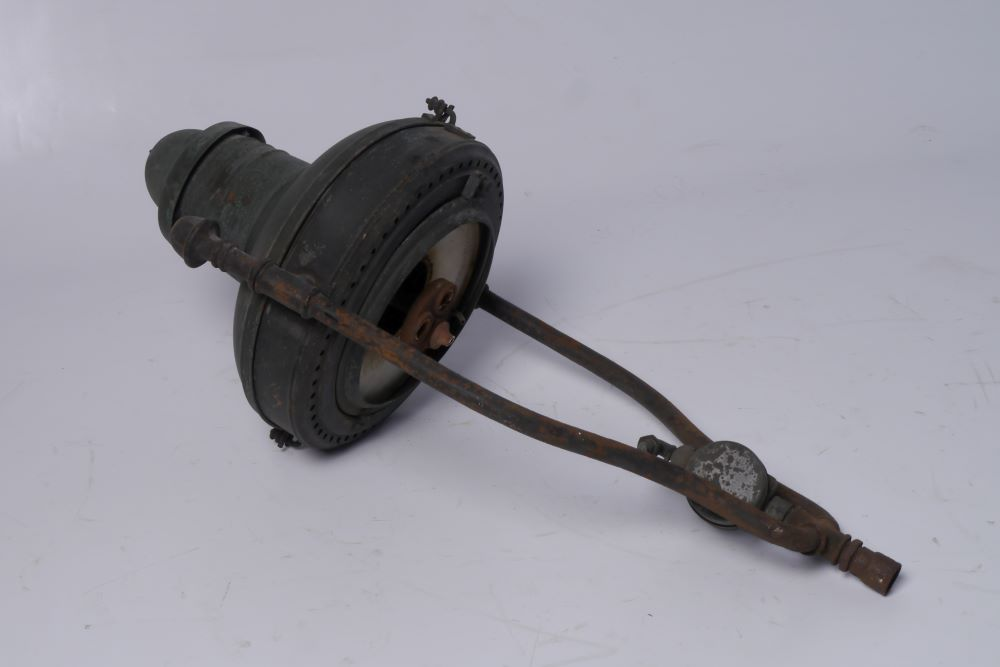
Lichtkooi van een gaslantaarn

In Nederland, waar de industrialisering achterliep, waren fabrieken, schouwburgen, hotels en cafés de eerste gebruikers van gaslicht. Openbare verlichting met gas kwam pas op gang toen de distributie met leidingen gangbaar werd. De opkomst van straatverlichting op gas was een stimulans voor de Nederlandse gasindustrie en na 1840 kregen sommige patentoliefabrieken het al moeilijk. Als de kosten van gasverlichting niet veel hoger waren, kozen gemeenten allicht daarvoor, omdat deze minder gevoelig was voor onderhoud en storingen. Dat vereiste wel de investering in een gasfabriek en in gasleidingen om het stadsgas bij de lantaarns te krijgen. De fabriek werd veelal door particulieren gebouwd. De gemeenten, die de concessies voor de gasfabrieken verleenden, kregen veelal korting, soms tot onder de kostprijs. In Rotterdam betaalde de gemeente 6 cent per kubieke meter, maar particulieren 12,5 tot 14 cent. Tegenover de investeringen stond niet alleen de grotere betrouwbaarheid, maar ook de besparing op personeel: er hoefden geen olielantaarns meer gevuld te worden. Wel moesten de gaslampen nog altijd per stuk door een lantaarnopsteker aangestoken worden.
Met de komst van elektriciteit konden meerdere straatlantaarns tegelijk worden bediend; een revolutionaire ontwikkeling. Later gingen veel steden over op tijdschakelaars: per wijk gingen de lichten automatisch aan of uit. In 1881 was Godalming in Engeland de eerste Europese stad met elektrische straatverlichting. Op het continent volgden in 1882 Neurenberg en in 1884 Timișoara in Oostenrijk-Hongarije (thans Roemenië). De eerste Nederlandse plaats met elektrische straatverlichting was in 1886 Nijmegen en in België was dat in 1887 Borgerhout. Ninove was de eerste Vlaamse stad die in 1890 integraal voor elektrische verlichting opteerde.

### 1900 - 2000

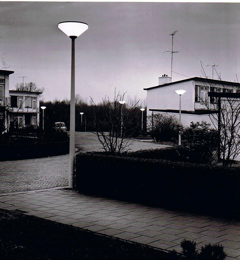
Friso Kramer Paaltoparmatuur (1960)

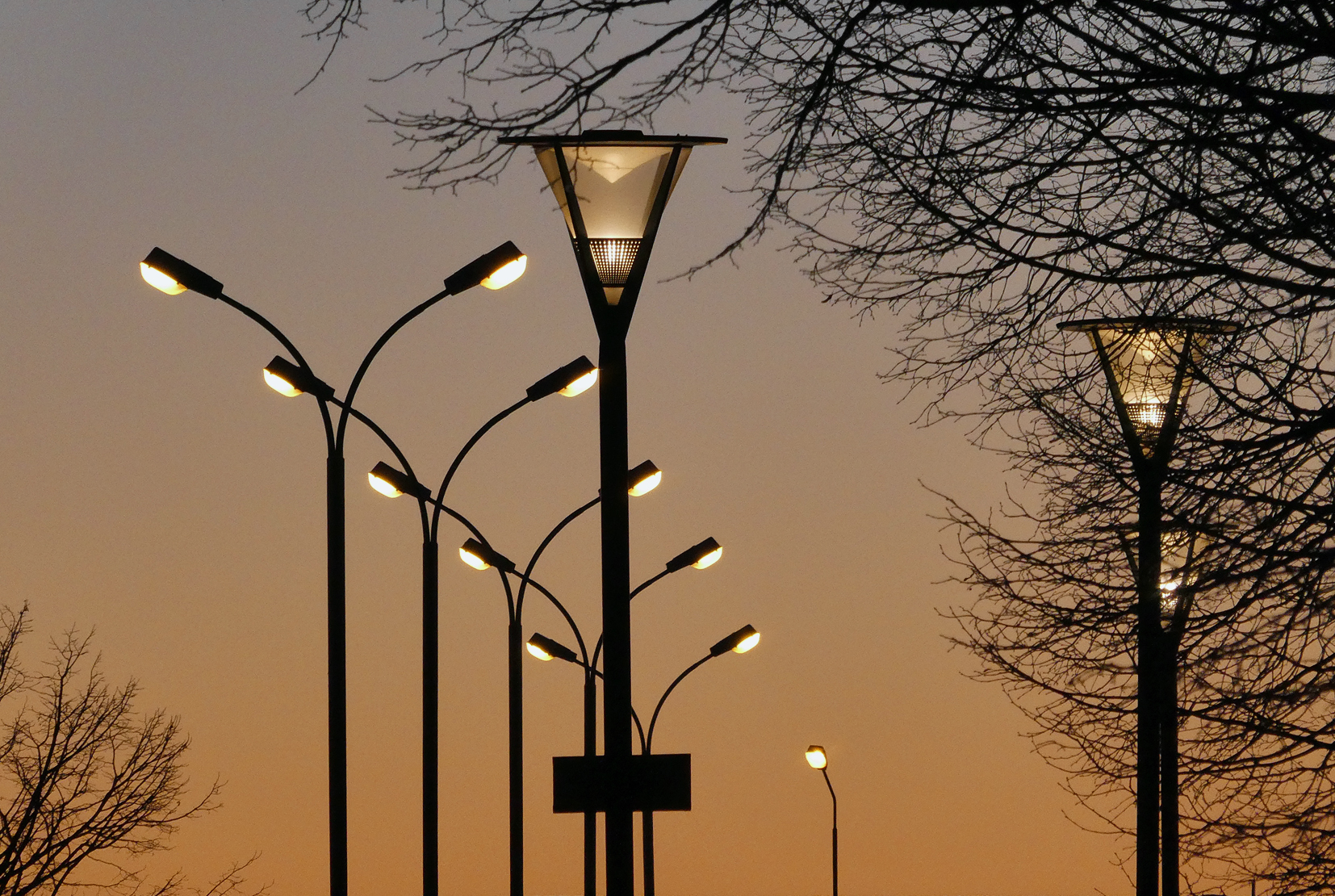
Straatverlichting in Ystad 2021

Amsterdam liet in 1916 elektrische straatverlichting aanleggen door de in de stad woonachtige Belgische vluchtelingen als werkverschaffingsproject. Begin twintigste eeuw verving de gloeilamp de gaslamp en de minder efficiënte elektrische lampen. Na de Tweede Wereldoorlog werden straatlantaarns gemaakt van staal en aluminium. Rond 1960 werd er grootschalig lijnverlichting toegepast op Nederlandse autosnelwegen, met natriumlampen van het type SOX.

### Na 2000
Sinds 2005 is led-verlichting voor de openbare ruimte bezig aan een opmars. In Ede werd toen een proef gestart met lantaarnpalen die voorzien zijn van leds als lichtbron. In 2016 was de gemeente Huizen de eerste gemeente in Nederland waar alle openbare verlichting door led-verlichting was vervangen. Led-verlichting biedt diverse voordelen ten opzichte van natriumlampen: de levensduur is met 50 000 uur langer, het energetisch rendement is hoger, de kleurherkenning is beter en in veel gevallen is er geen sprake van strooilicht. Ook is led-licht de eerste straatverlichting die flexibel, afhankelijk van de omstandigheden, gedimd kan worden.
Anno 2010 wordt straatverlichting vaak ingeschakeld op basis van daglicht: bij het invallen van de schemering of bij slecht zicht gaan de lichten aan en als er weer voldoende licht is worden de lampen gedoofd. Daarnaast is er dikwijls de mogelijkheid de verlichting te dimmen op bepaalde tijden (bijvoorbeeld midden in de nacht) om energie te besparen en om flora en fauna te ontzien.
Sommige openbare verlichting functioneert door overdag via een zonnepaneel energie op te slaan in een accu om die in de nacht weer te gebruiken. Ze is geheel onafhankelijk van het elektriciteitsnetwerk.

## Energieverbruik
Volgens een rapport van het ECN uit 2000 is de straatverlichting in Nederland goed voor ongeveer 1,5% van het totale energieverbruik. Maatregelen die worden gepropageerd voor energiebesparing bij straatverlichting:
- Toepassen van gerichte verlichting met energiezuinige armaturen zoals led-verlichting.
- Uitschakelen van verlichting op bepaalde plaatsen.
- Nauwkeuriger schakelen, dus als het inderdaad donker wordt. Een besparing van enkele minuten per dag levert per jaar al een grote besparing op.

## Milieu
Naast het energieverbruik en de daarmee gepaard gaande milieuverontreiniging veroorzaakt de grote hoeveelheid verlichting in de openbare ruimte en op snelwegen ook lichtvervuiling. Hierdoor ondervinden dieren en planten overlast. Ook is door de verstrooiing van licht van de lichtbronnen en verlichte oppervlakken naar de hemel in grote delen van de wereld de sterrenhemel niet meer in zijn oorspronkelijke glorie te zien. In 43% van Nederland en 51% van België kan men daardoor de Melkweg niet meer zien. De nieuwste modellen van straatlampen voorkomen de verspreiding van het licht boven de armatuurhoogte, waardoor het lichtvervuilingsprobleem de komende jaren zou kunnen gaan afnemen. Sinds 2011 wordt de verlichting op de Belgische snelwegen 's nachts gedoofd. Enkel bij gevaarlijke meteorologische omstandigheden zal ze nog aangezet worden.
Het risico op een toename van lichtvervuiling is door de komst van led-verlichting niet geweken, juist omdat de lichtopbrengst veel hoger is bij gelijkblijvende verbruikskosten. Onderzoekers berekenen dat bij gebruik van wit licht (4000 kelvin of hoger) de lichtvervuiling nog met 2,5 keer kan toenemen door het extra aandeel blauw licht.

## Uitvoering

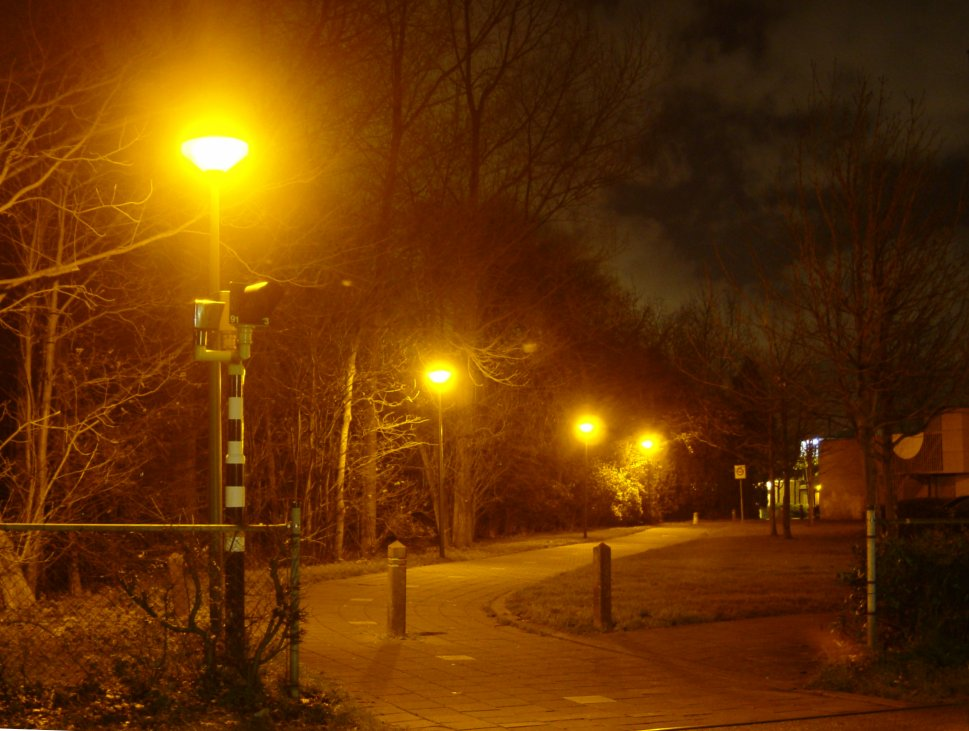
Straatverlichting met lagedruk natriumlampen (SOX) in Schiedam

Meestal wordt gebruikgemaakt van lantaarnpalen waarop armaturen gemonteerd zijn. De armaturen kunnen boven op de paal (een zogenoemde paaltopper) of aan een uithouder gemonteerd zijn. Paaltoppers zijn vaak lager (4 tot 6 meter) en worden in verkeersluwe woonwijken en parken gebruikt. Palen met uithouders worden gebruikt als een rijbaan verlicht moet worden.
Lichtmasten zijn vaak gemaakt van staal of aluminium. Stalen masten zijn sterker, de buigzame aluminium masten verkleinen de kans op letsel in geval van een aanrijding bij hogere snelheden, daarom plaatst men steeds meer aluminium masten. Ook heeft een lantaarnpaal vaak een of meer knikpunten, waar de paal opzettelijk zwakker is. Dit voorkomt dat de mast bij een aanrijding met grote kracht languit op de weg of het verkeer slaat. Het knikken van de paal neemt een deel van de botsingsenergie op. 

### Verlichtingsbronnen
Na de kaarsen, petroleumlampen en gaslampen kwamen gloeilampen als eerste elektrische lampen in gebruik. Later werd overgegaan op natriumlampen. Eerst de lagedruk-natriumlampen van het type SOX, later de hogedruk-natriumlampen van het type SON. Het voordeel van een type SON ten opzichte van SOX is dat de eerste een betere kleurweergave heeft. Het type SOX is echter de lamp met het beste rendement, op led-lampen na. Deze lampen zijn veel efficiënter dan gloeilampen, maar stralen een oranjekleurig licht uit, waardoor kleurherkenning minder goed mogelijk is. Daarom worden binnen de bebouwde kom vaak fluorescentielampen van het type PL of PLL gebruikt of metaalhalide lampen. Deze lampen stralen wit licht uit, waardoor kleurherkenning wel mogelijk is. Dit komt de sociale veiligheid ten goede.
In verband met de verbetering van de kleurherkenning werden de SOX-lampen bijna overal vervangen door SON-lampen als de armatuur aan het einde van de levensduur was. Ook zijn SON-lampen te combineren met een dim-installatie, die weliswaar minder flexibel werkt dan dimbare led-verlichting. Met de SOX-lamp is dimmen niet mogelijk, maar de specifieke lichtstroom, tot zo'n 200 lumen per watt (lm/W) is duidelijk hoger dan de 143 lm/W die met SON gehaald wordt. Led-lampen zijn echter superieur aan beide typen.
Een type lamp dat vroeger ook veel in de straatverlichting gebruikt was is de hogedruk-kwiklamp (Philips HPL-N/HPL-4). Deze lampen hebben een spectrum waarbij de nadruk ligt op blauw. Daarom hebben voorwerpen die te zien zijn onder een hogedruk-kwiklamp ook vaak een blauwe waas. De kleurweergave van HPL-lampen ligt tussen de Ra50-Ra65. Hogedruk-kwiklampen zijn echter niet zo efficiënt als lagedruk-kwiklampen (tl-buizen). HPL-lampen hebben een specifieke lichtstroom van 40-54 lm/W. Tl-buizen hebben een specifieke lichtstroom van 100-110 lm/W (T5).
Philips biedt een lamptype aan, gebaseerd op de SON, die wel wit licht straalt. Deze lampen, van het type CDO en CDM, hebben een net zo grote lichtstroom als de SON-lamp. Het voordeel is de kleurweergave van Ra>80 voor CDO, en Ra>90 voor het type CDM. Ook de specifieke lichtstroom en dus de efficiëntie is vrijwel gelijk aan de efficiëntie van tl-verlichting.